# Jean-Philippe Nilor
Jean-Philippe Nilor (* 15. Mai 1965 in Fort-de-France, Martinique) ist ein französischer Politiker der Mouvement Indépendantiste Martiniquais (MIM).

## Leben
Nilor wuchs auf der karibischen Insel Martinique auf. Seit Juni 2012 ist Nilor Abgeordneter in der Nationalversammlung.